# يو إف سي ليلة القتال: نوغيرا ضد دايفز
يو إف سي ليلة القتال: نوغيرا ضد دايفز (بالإنجليزية: UFC Fight Night: Nogueira vs. Davis)‏ (المعروف أيضًا باسم يو إف سي ليلة القتال 24) هو حدث لفنون القتال المختلطة نظمته يو إف سي، وأُقيم في 26 مارس 2011، على كلايمت بليدج أرينا في سياتل، واشنطن، الولايات المتحدة.